# Fred Ott’s Sneeze
Fred Ott’s Sneeze (alternativ auch Edison Kinetoscopic Record of a Sneeze) ist ein US-amerikanischer Film aus dem Jahr 1894. Der Dokumentarfilm ist tonlos und schwarzweiß. In dem Film ist Fred Ott, ein Assistent Thomas Edisons, beim Schnupfen und Niesen zu sehen. Der Film gilt als erste Closeup-Aufnahme sowie als der älteste beim United States Copyright Office eingetragene und mit einem Paper Print geschützte Film der Geschichte. Im Jahr 2015 wurde der Film als „kulturell, geschichtlich oder ästhetisch besonders bedeutend“ ins National Film Registry aufgenommen.

## Handlung

Fred Ott’s Sneeze (Fassung von 1953)

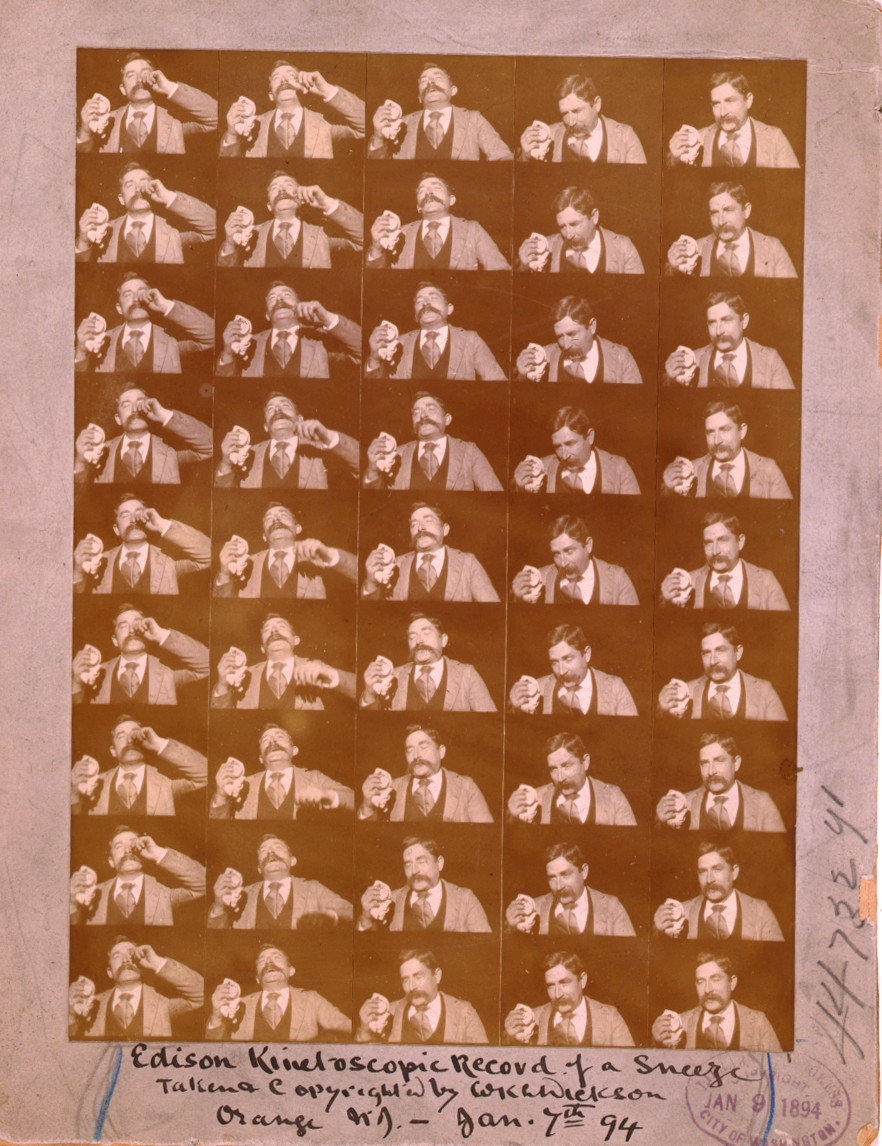
Copyright Deposit Card mit 45 Einzelbildern

Der einzige Darsteller des Films, Fred Ott (1860–1936), schnupft eine Prise Schnupftabak, welche er auf dem linken Daumen zu seiner Nase führte. Bekleidet ist Ott mit einem Hemd, einer Krawatte, einer Weste und einer Jacke, in der rechten Hand hält er ein Taschentuch, welches er bei der folgenden Handlung des Niesens jedoch nicht benutzt. Nach dem Vorgang des Tabakschnupfens muss Ott zweimal niesen, hiermit endet der Film.

## Produktion
Fred Ott’s Sneeze wurde in der Zeit vom 2. Januar 1894 bis zum 7. Januar 1894 in dem Filmstudio Black Maria in West Orange aufgenommen. Veröffentlicht wurde der Film am 9. Januar 1894, er war für die Abspielung mit Hilfe eines Kinetoskops gedacht. Die Produktion wurde von der Filmgesellschaft Edison Studios übernommen. Die Aufnahmen wurden mit einem Kinetograph gefilmt, das Seitenverhältnis beträgt 1,33 : 1.
Fred Ott’s Sneeze entstand nach einer Anfrage der Zeitschrift Harper’s Weekly, die Einzelbilder dieses Films im März 1894 abdruckte.
Erst 1953 wurden die 45 auf der Copyright Deposit Card enthaltenen Einzelbilder von Kemp Niver auf 16-mm-Film kopiert und konnten nun als Film betrachtet werden. Da die Zahl der Bilder zu klein war, um den dargestellten Vorgang flüssig im Bild darzustellen, wurden von jedem Einzelbild vier Kopien aneinander gefügt. Die Tatsache, dass ungeachtet der jeweils vier identischen Bilder in der entstandenen Filmsequenz kaum ein Ruckeln zu erkennen ist, gilt als Indiz, dass Fred Ott’s Sneeze mit wesentlich höherer Bildfrequenz als den später üblichen 16 Bildern pro Sekunde aufgenommen wurde.
Eine vollständige Filmfassung auf 35 mm, die durch 36 zusätzliche Einzelbilder, die 1894 im Harper’s Weekly abgedruckt waren, ergänzt wurde und in der Ott nun ein zweites Mal niest, wurde von der Library of Congress 2013 hergestellt und erstmals 2014 auf dem Orphan Film Symposium aufgeführt.